# Winterhafenbrücke

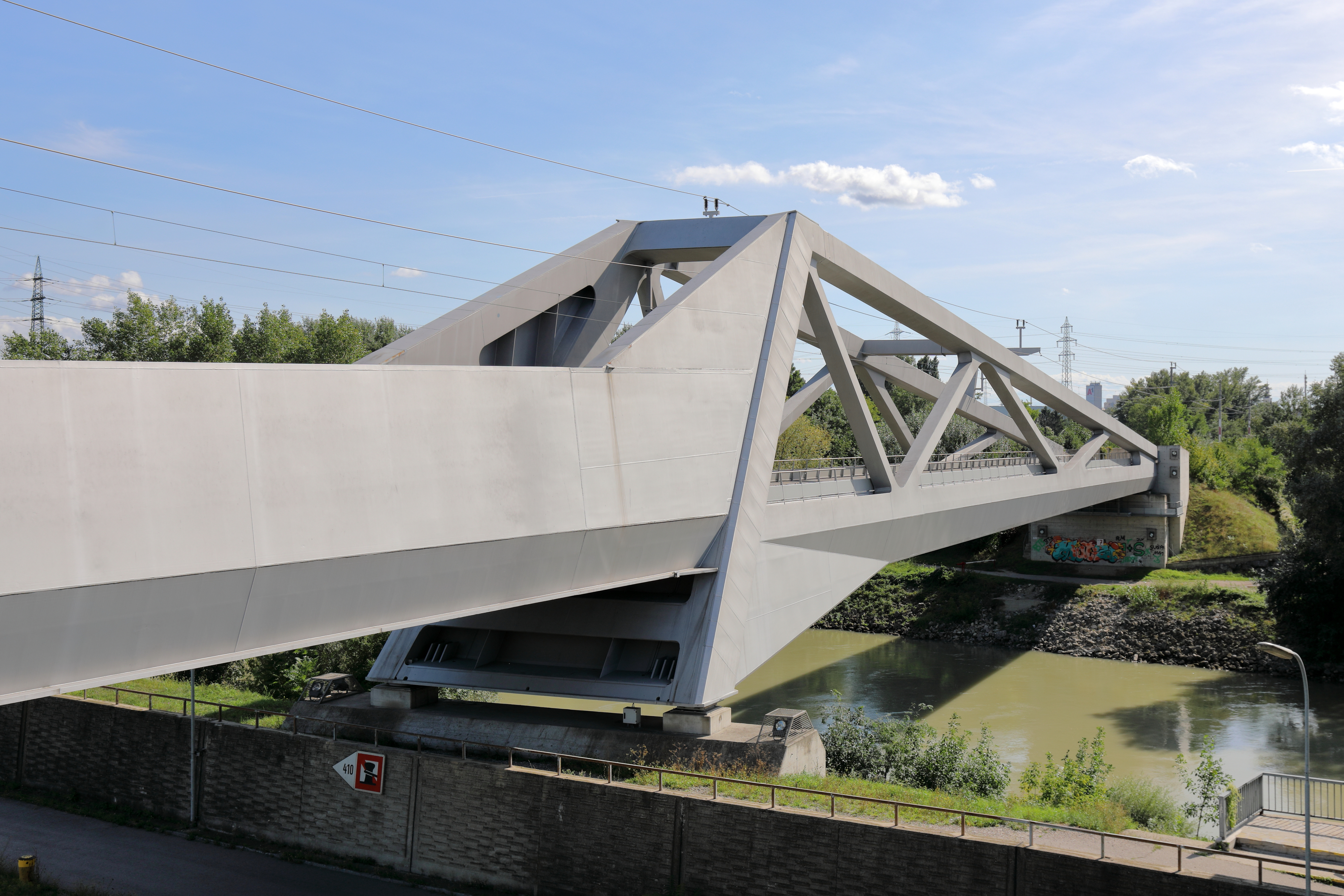
Die neue Winterhafenbrücke (September 2019)

Die Winterhafenbrücke ist eine Wiener Eisenbahnbrücke, die den Hafen Freudenau (auch „Winterhafen“ genannt) und den Donaukanal überquert und die Donauuferbahn (entlang des rechten Donauufers) mit der Donauländebahn (West-Ost-Verbindung im Süden des Stadtgebiets) verbindet. Sie wird in der Literatur oft auch als Freudenauer Hafenbrücke (wie die gleichnamige Straßenbrücke) bezeichnet. Sie wurde im Zweiten Weltkrieg zerstört, erst ab 2007 neu gebaut und ist seit Ende 2008 im Regelbetrieb befahrbar.

## Lage
Die Winterhafenbrücke ist die südöstlichste, unterste Donaukanalbrücke Wiens. Sie liegt stromabwärts direkt unterhalb der Freudenauer Hafenbrücke, einer 1958 eröffneten Straßenbrücke. Am rechten Donaukanalufer liegt hier das Dorf Albern (heute ein Teil des 11. Bezirkes, Simmering), das nördliche Brückenende befindet sich im 2. Bezirk, Leopoldstadt, auf der Insel zwischen Donau und Donaukanal.

## 1880–1945

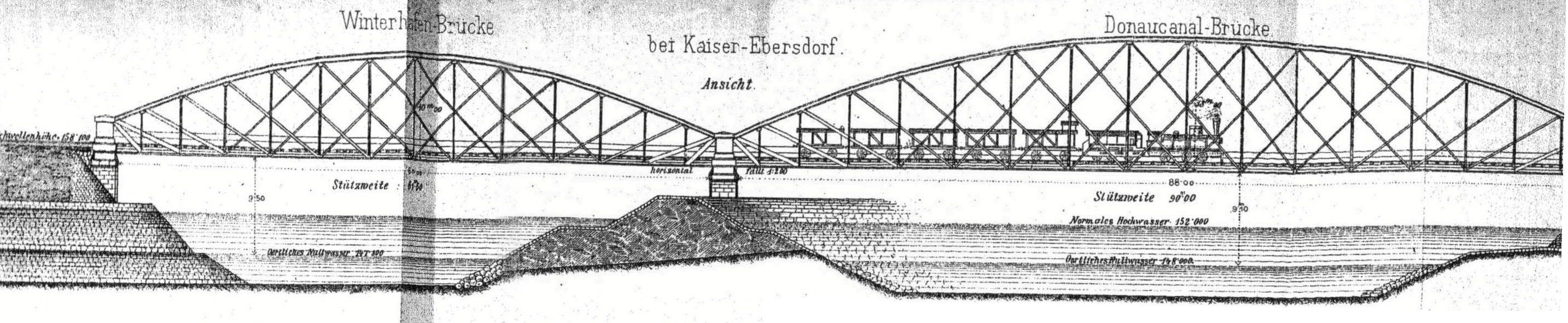
Planzeichnung der alten Winterhafenbrücke (links) und Donaucanalbrücke

Um für eine Erzzufuhr vom Erzberg zu den Hochöfen der Innerberger Hauptgewerkschaft in Klein Schwechat zu sorgen und zum Anschluss diverser Industriebetriebe (insbesondere der Brauerei Dreher) wurde von der Kaiserin Elisabeth-Bahn am 3. Mai 1872 die Donauländebahn zwischen Hetzendorf und Kaiserebersdorf beziehungsweise Albern eröffnet. Die Bahn sollte auch dem Warenumschlag an der Donau dienen, doch war der Hafen noch in Bau. Nach der Donauregulierung wurde am 26. Oktober 1876 die vom Staat erbaute Donauuferbahn zwischen dem Donaukaibahnhof und der Stadlauer Ostbahnbrücke eröffnet, die vorläufig von der Kaiser Ferdinands-Nordbahn betrieben wurde.
Eine Verbindung der beiden Strecken war nun naheliegend, weshalb im Juli 1880 eine Brücke über den Donaukanal und im darauffolgenden Monat eine weitere über den Winterhafen montiert wurde. Die Betriebsaufnahme der 5,3 Kilometer langen Strecke erfolgte am 12. Oktober 1880. Beide Brücken waren eingleisige Bogenbrücken mit Halbparabelträgern, wobei die Donaukanalbrücke 90,0 Meter lang war, jene über den Hafen 61,6 Meter. Daher hatten die beiden Bögen auch unterschiedliche Höhen. Der Mittelpfeiler war beiden Brücken gemeinsam. Die Gesamtkosten für die Winterhafenbrücke und die Donaukanalbrücke betrugen 175.000 Gulden.
Die Brücke wurde von den kkStB sowohl im Güter- als auch im Personenverkehr befahren, da die Strecken Teil des erweiterten Stadtbahnnetzes waren. Aufgrund der Tatsache, dass die Kaiserin-Elisabeth-Bahn einen Beitrag von 150.000 Gulden sowie eine Jahresrente von 10.000 Gulden geleistet hatte, hatte auch sie das Recht zur Benützung der Donauuferbahn einschließlich der beiden Brücken über den Donaukanal. Der Personenverkehr war aber nicht sehr bedeutend und wurde 1939 eingestellt. Im Zweiten Weltkrieg wurde der Hafen ausgebaut und war daher ein bevorzugtes Ziel für Bombenangriffe. Die Brücken blieben aber unbeschädigt, da sie durch eine eigene Flakbatterie verteidigt wurden. Zu Beginn des Kampfes um Wien im April 1945 wurden sie jedoch von der Wehrmacht gesprengt.

## Nach 1945

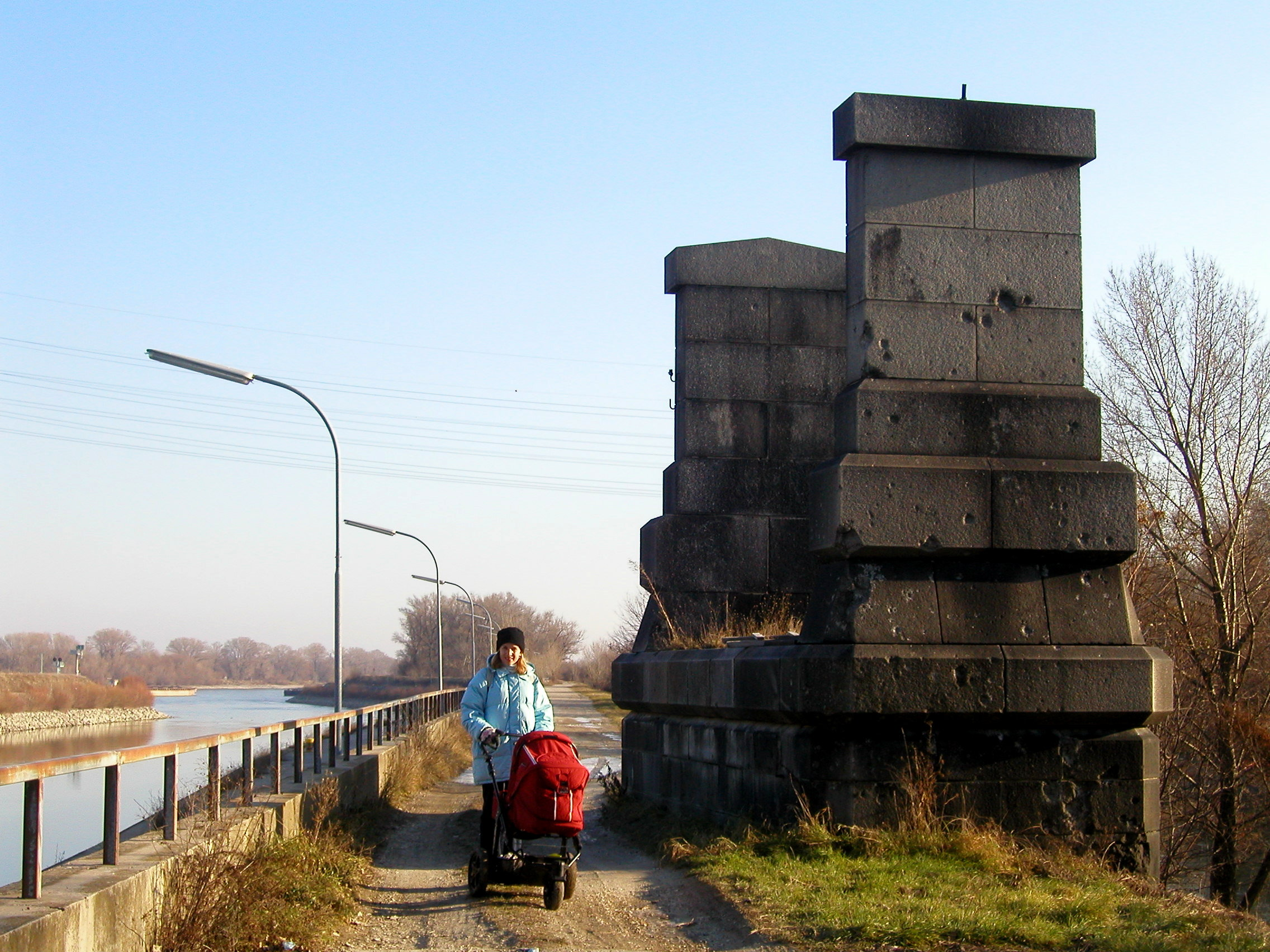
Brückenpfeiler zwischen Winterhafen und Donaukanal mit noch deutlich erkennbaren Kriegsschäden (Aufnahme 2005)

Um wieder Schifffahrt zu ermöglichen, wurden die Tragwerksteile aus dem Donaukanal entfernt. 1954 genehmigte der Ministerrat Mittel für den Wiederaufbau. Die Errichtung des Eisernen Vorhangs führte jedoch zu einem starken Rückgang im Güterverkehr auf der Donau. Deshalb sah man den Wiederaufbau der Brücke für nicht notwendig an. Pfeiler und Zufahrtsrampen waren aber noch über sechzig Jahre lang vorhanden, so dass es sich um eine der letzten Kriegsruinen Wiens handelte (siehe Abbildungen). Die Eisenbahnstrecke wurde allerdings offiziell niemals eingestellt, für die Wiederinbetriebnahme war daher keine neuerliche Konzession notwendig.

## Projekte für den Wiederaufbau
Die Neuerrichtung der Brücken war in fast allen Verkehrskonzepten der Nachkriegszeit vorgesehen, insbesondere seit dem Verkehrskonzept von 1971 fehlte sie nie mehr. Trotzdem kam der Neubau sehr lang nicht zustande.
Die zunehmende Belastung der stadtnahe gelegenen Eisenbahnstrecken führte dazu, dass das Verkehrsministerium den ÖBB im Rahmen der achten Übertragungsverordnung die Planung und im Rahmen der elften die Wiederherstellung der Strecke übertrug. Dafür war eine 172 Meter lange Brücke vorgesehen. Aus einem Wettbewerb zwischen sechs Architekturbüros ging Albert Wimmer mit einer asymmetrischen Stahlbrücke, die aus einer Fachwerkbrücke über den Donaukanal und einer Trogbrücke über den Winterhafen besteht, als Sieger hervor.
Obwohl im Rahmen des Baus des Kraftwerks Freudenau ein Bahndamm aufgeschüttet wurde, sah der zuletzt 2002 geänderte Generalverkehrsplan Österreich vor, den Baubeginn auf 2012 zu verschieben. Daraufhin erklärte sich die Stadt Wien bereit, den Bau mit 122 Millionen Euro vorzufinanzieren, damit die Brücke Ende 2009 (Stand: 2/2007) in Betrieb genommen werden könne.

## Neubau der Brücke
Am 13. Februar 2007 fand der offizielle Spatenstich mit Bürgermeister Michael Häupl und Bundesinfrastrukturminister Werner Faymann statt. Der Ausbau des Wiener Hafens durch die Stadtverwaltung legte es nahe, den Bau weiter zu beschleunigen, sodass dieser im Sommer 2008 wesentlich früher fertiggestellt werden konnte als ursprünglich geplant. Die Brücke ist nun rund 168 Meter lang. Am 1. September 2008 wurde der neue Container-Terminal im Hafen Freudenau eröffnet. Zur Unterstreichung der Notwendigkeit der neuen Winterhafenbrücke gab die städtische Hafenbetriebsgesellschaft an, 2007 über 320.000 Container (das entspricht 70 vollen Güterzügen pro Woche) umgeschlagen zu haben. Die Brücke konnte seit Ende 2008 im Regelbetrieb benützt werden, ihre tatsächliche Nutzung wurde durch die umbaubedingte Sperre des anschließenden Teils der Donauländebahn um einige Monate verzögert.

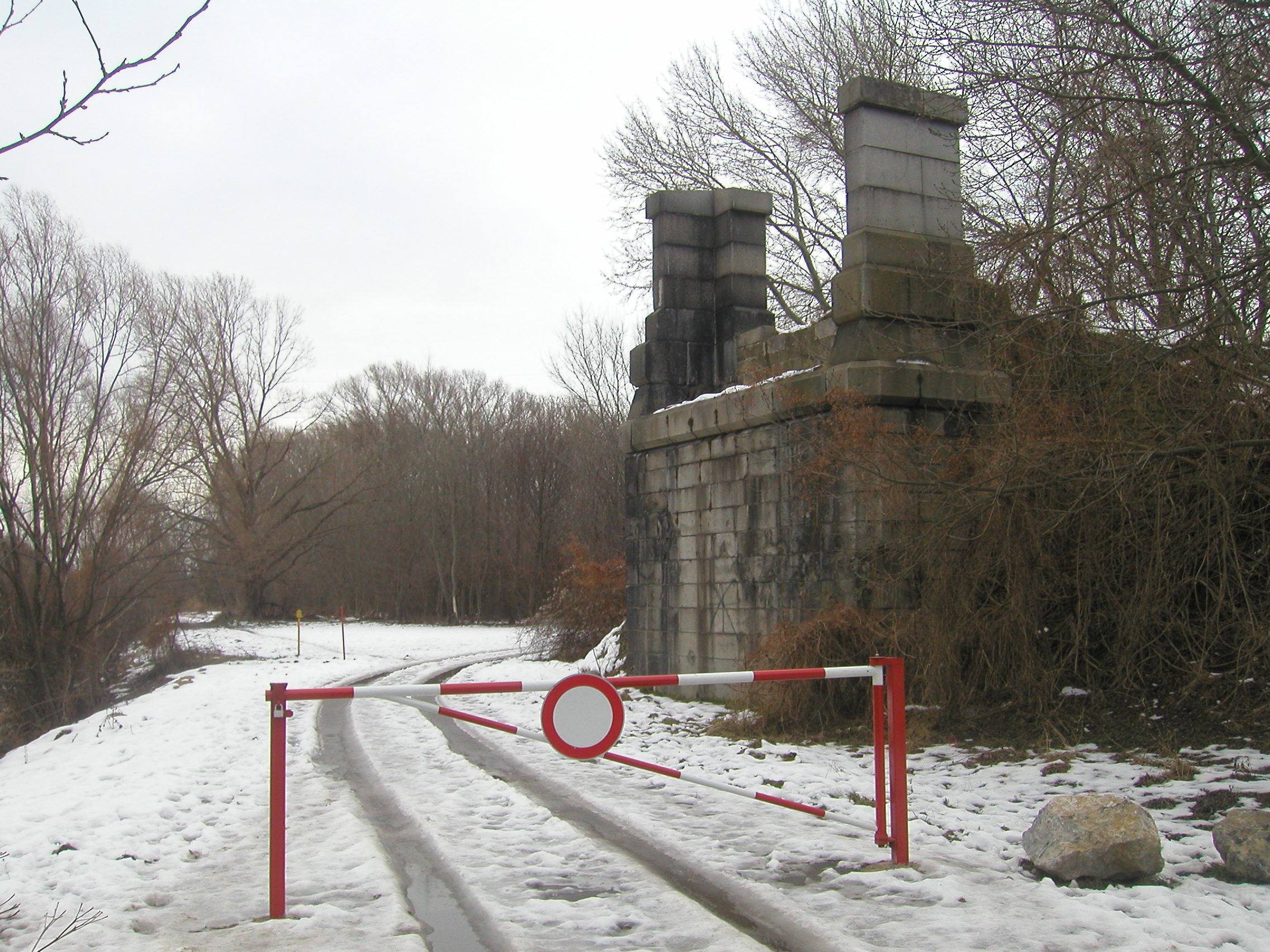
Das Auflager der alten Brücke südlich des Donaukanals (Simmeringer Seite) (2006)
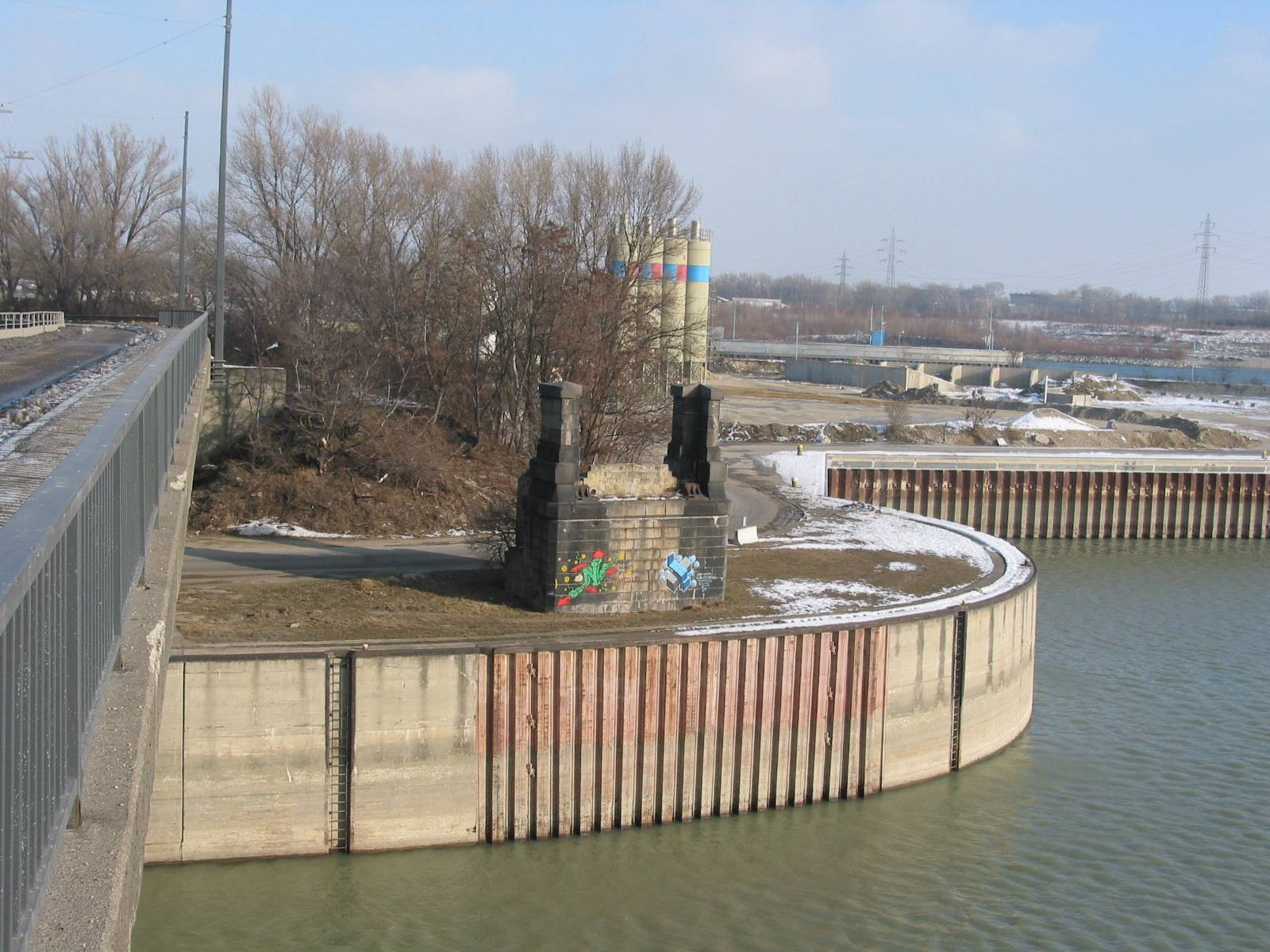
Erst Anfang 2007 entfernter Pfeiler nördlich des Winterhafens (Leopoldstädter Seite), links die Freudenauer Hafenbrücke (Jänner 2006)
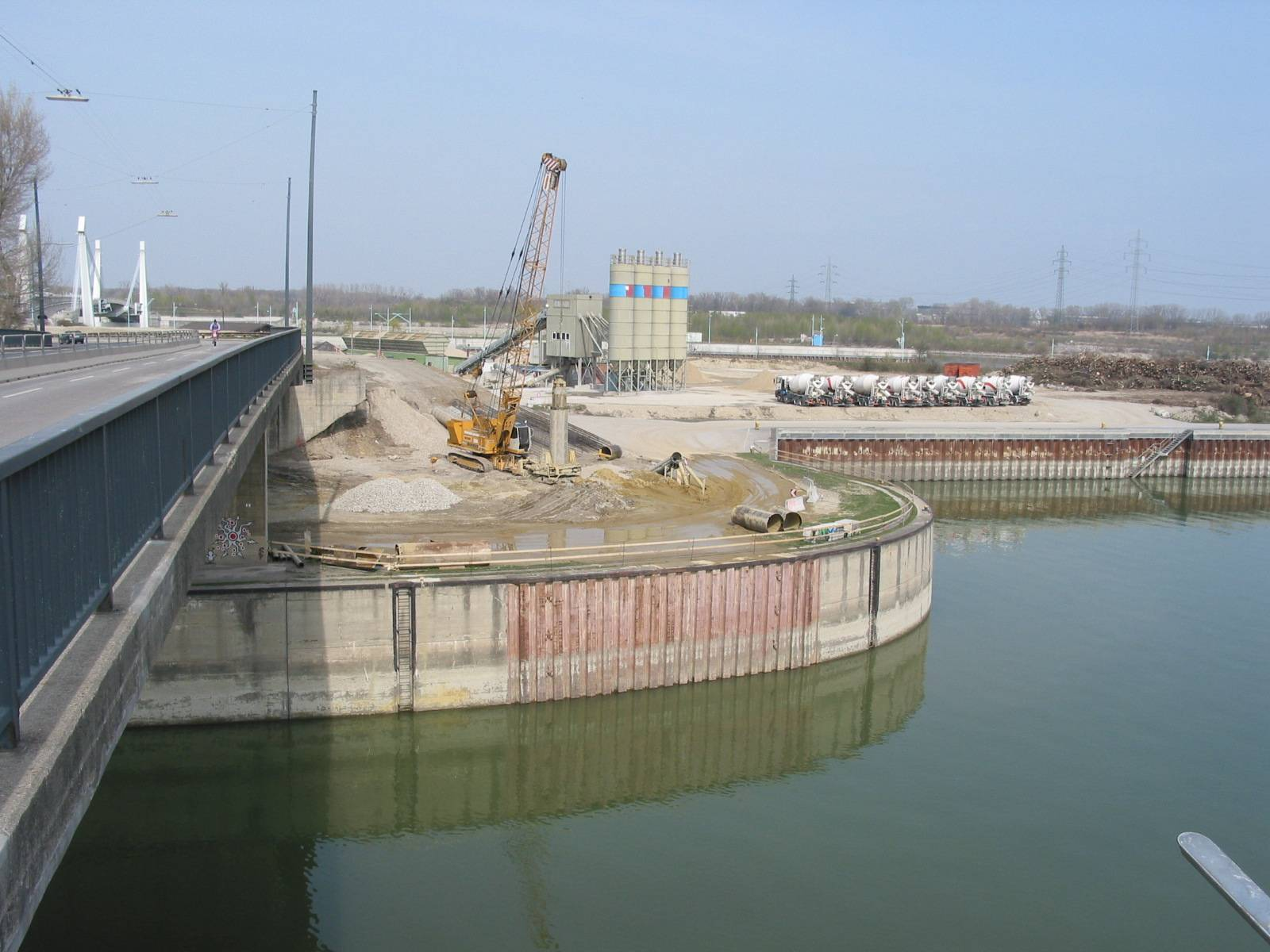
Die gleiche Stelle wie auf dem vorigen Bild, etwa ein Jahr später (März 2007)
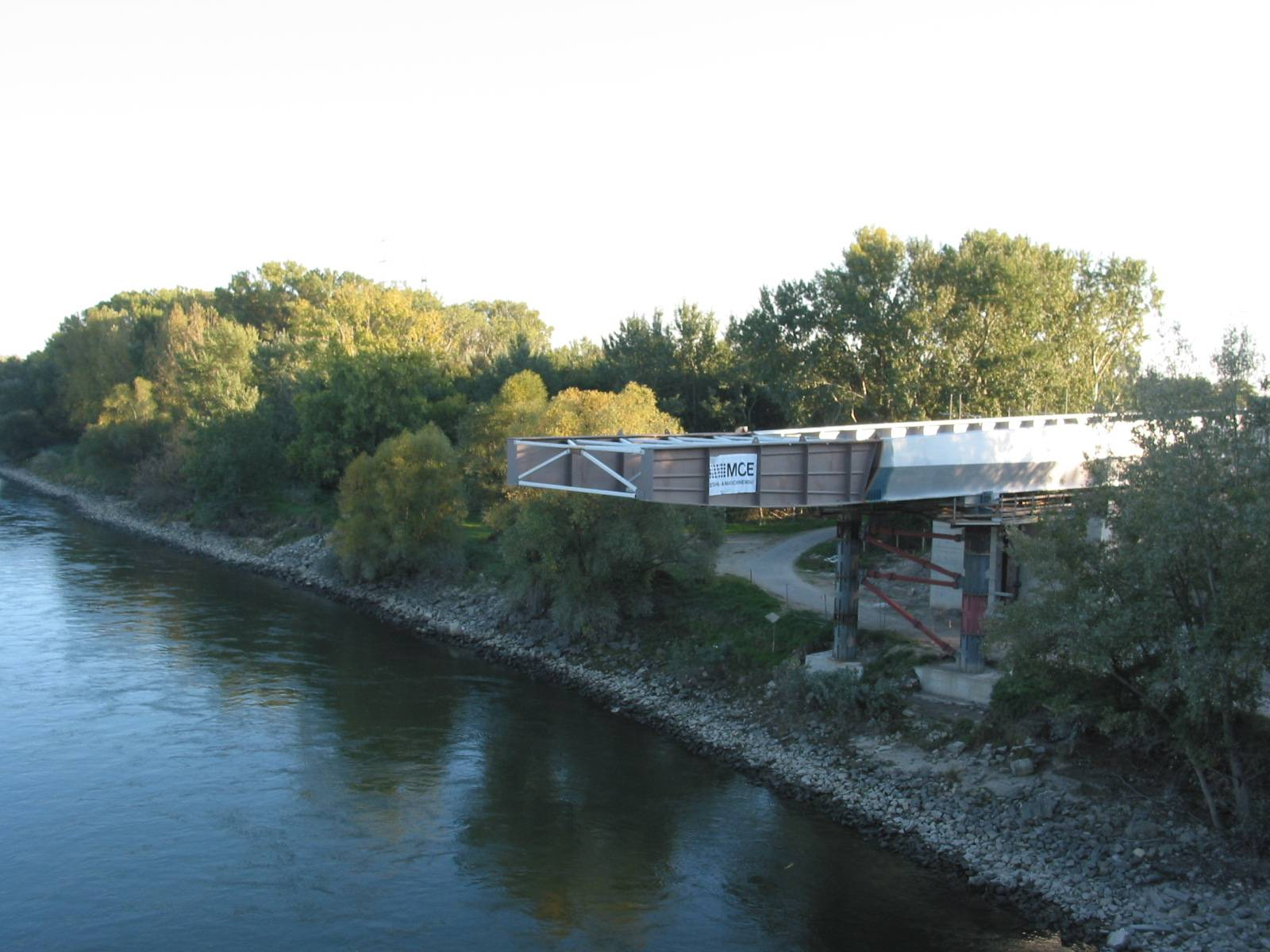
Die neue Brücke in Bau, rechtes Donaukanalufer (Oktober 2007)
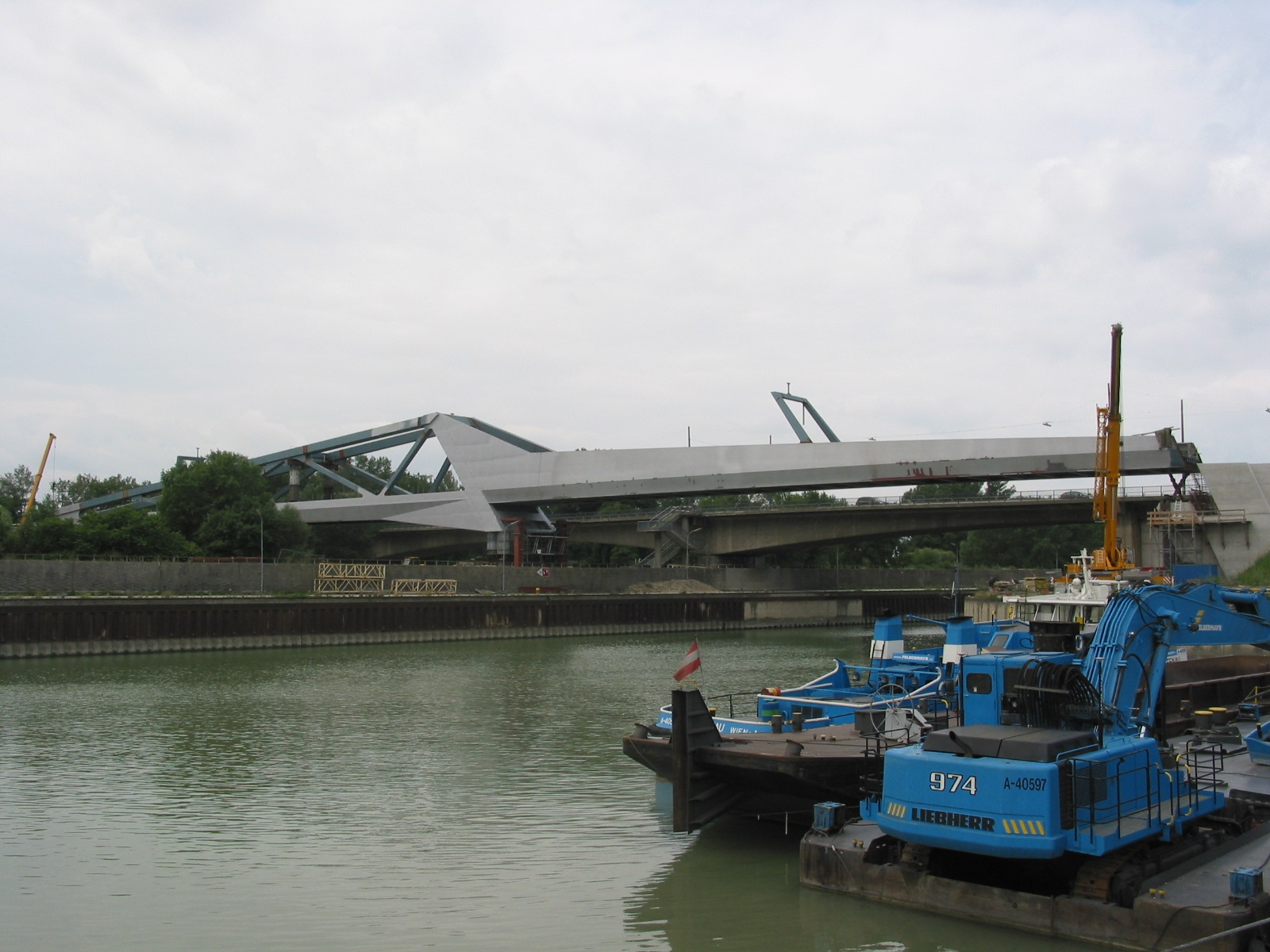
Die neue Brücke in Bau (Juli 2008)

Die ÖBB Bau AG stellte nicht nur den Lückenschluss her, sondern adaptierte die Donauländebahn bzw. Donauuferbahn dabei auf 8,8 Kilometer Gleislänge komplett und baute 2,3 Kilometer Gleise neu. Die durchgehend elektrifizierte Strecke, deren Kapazität bei etwa 70 Güterzügen pro Tag liegt, ist für eine Achslast von 22,5 Tonnen und für 80 km/h Betriebsgeschwindigkeit ausgelegt. Ihre signaltechnische Fertigstellung erfolgte im Herbst 2008.
Das Bauwerk wurde 2011 mit dem Brunel Award ausgezeichnet. Dieser international anerkannte Bauherrenpreis der Eisenbahnunternehmen wird in Abständen von drei Jahren vergeben. 2011 wurden weltweit zwei Eisenbahnbrücken ausgezeichnet.